# 张峻峰
张峻峰（1968年2月—），江苏丹阳人，南京大学生命科学学院教授，现任中国海洋大学校长、党委副书记，曾任南京大学医学院院长，南京大学副校长。